# 亚历山大·卡巴内尔
亚历山大·卡巴内尔（法語：Alexandre Cabanel，1823年9月28日—1889年1月23日），法国学院派画家。擅長以學院派風格描繪歷史、古典及宗教題材。
卡巴内爾同時也是一位知名的肖像畫家，並受到拿破崙三世的青睞，被譽為御用畫家。他與让-莱昂·热罗姆和埃内斯特·梅索尼埃並列為「法國第二帝國時期最成功的三位畫家」之一。

## 生平

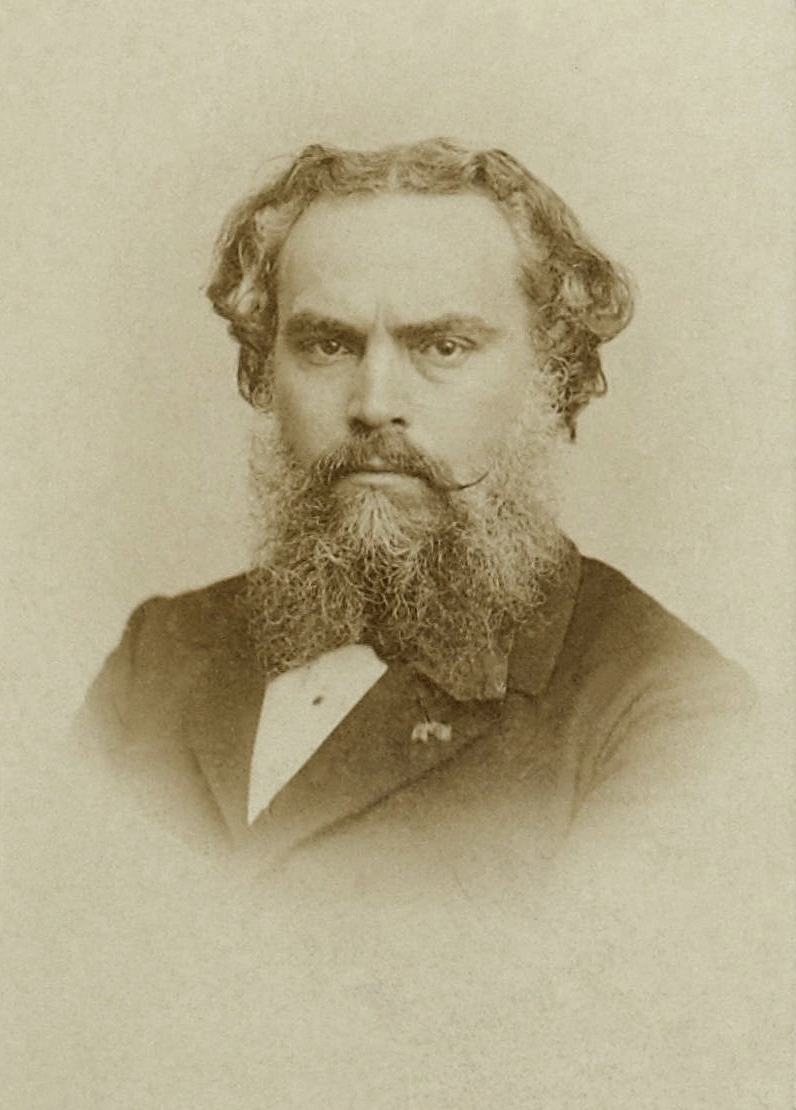
Alexandre Cabanel, ca.1865

卡巴内尔出生于法国埃罗省省会，地中海沿岸城市蒙彼利埃。他的绘画以學院藝術风格著称，取材以历史，古典，及宗教题材为主。

## 作品

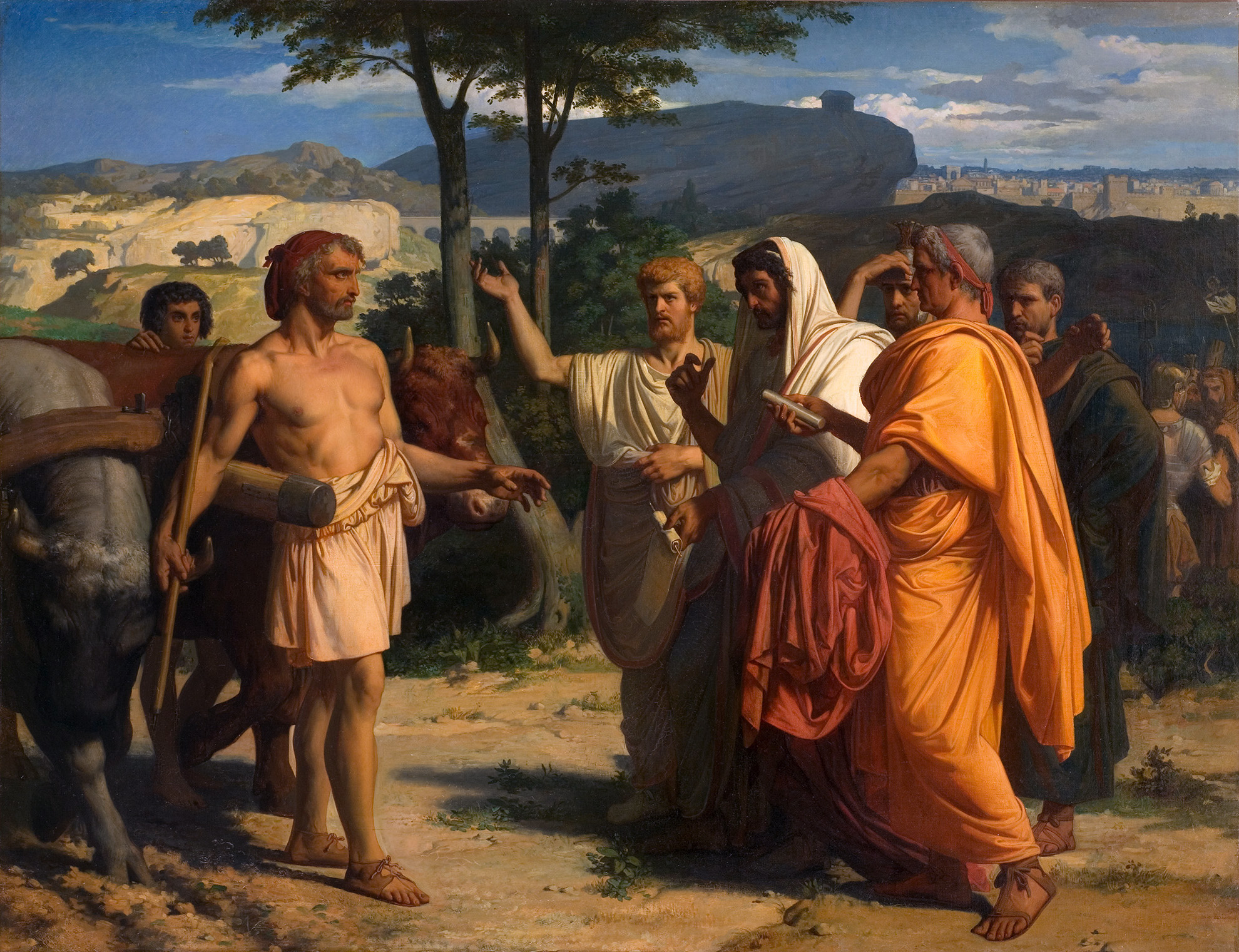
辛辛納圖斯迎接元老院議員（1843年）
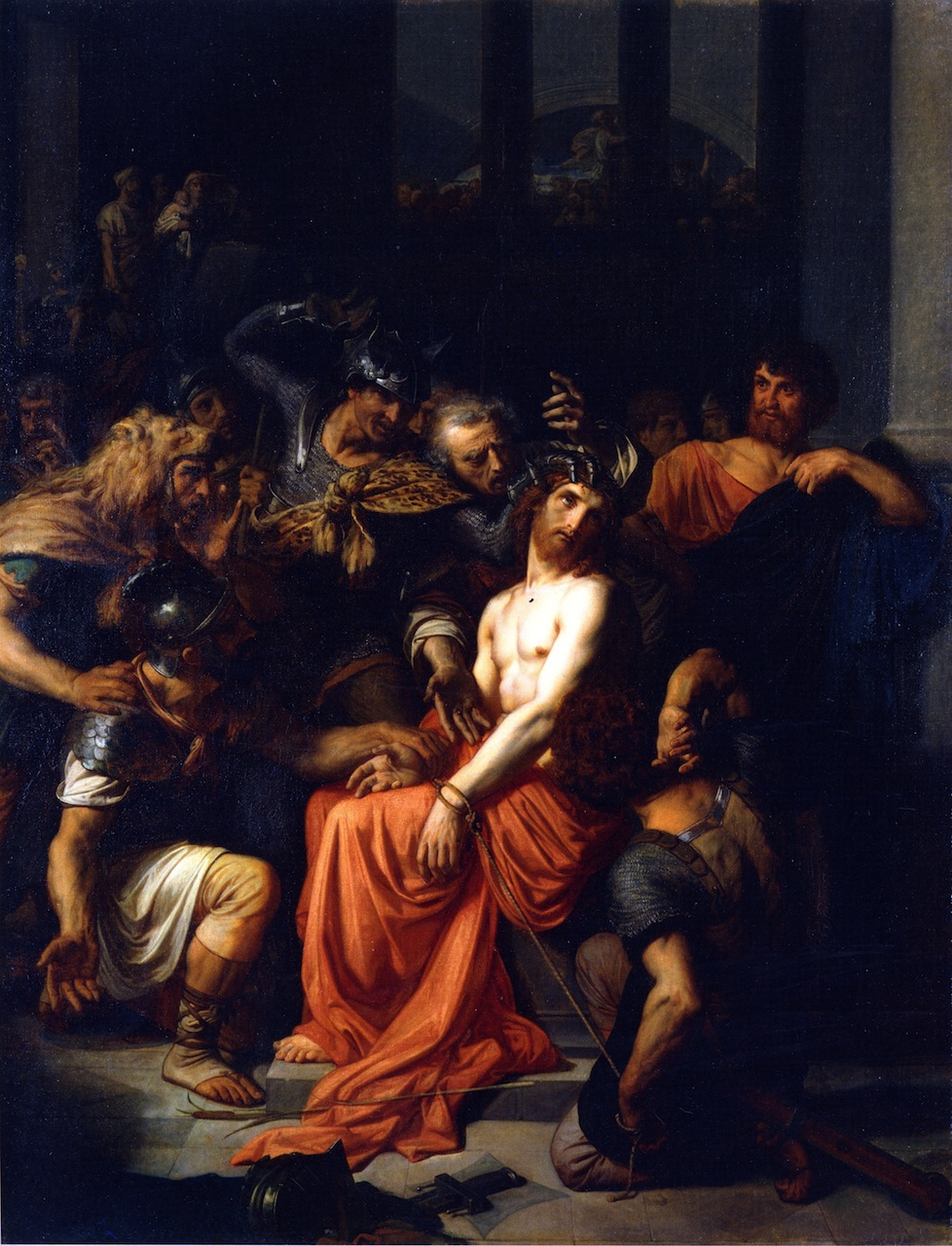
耶穌遭嘲弄（1845年）
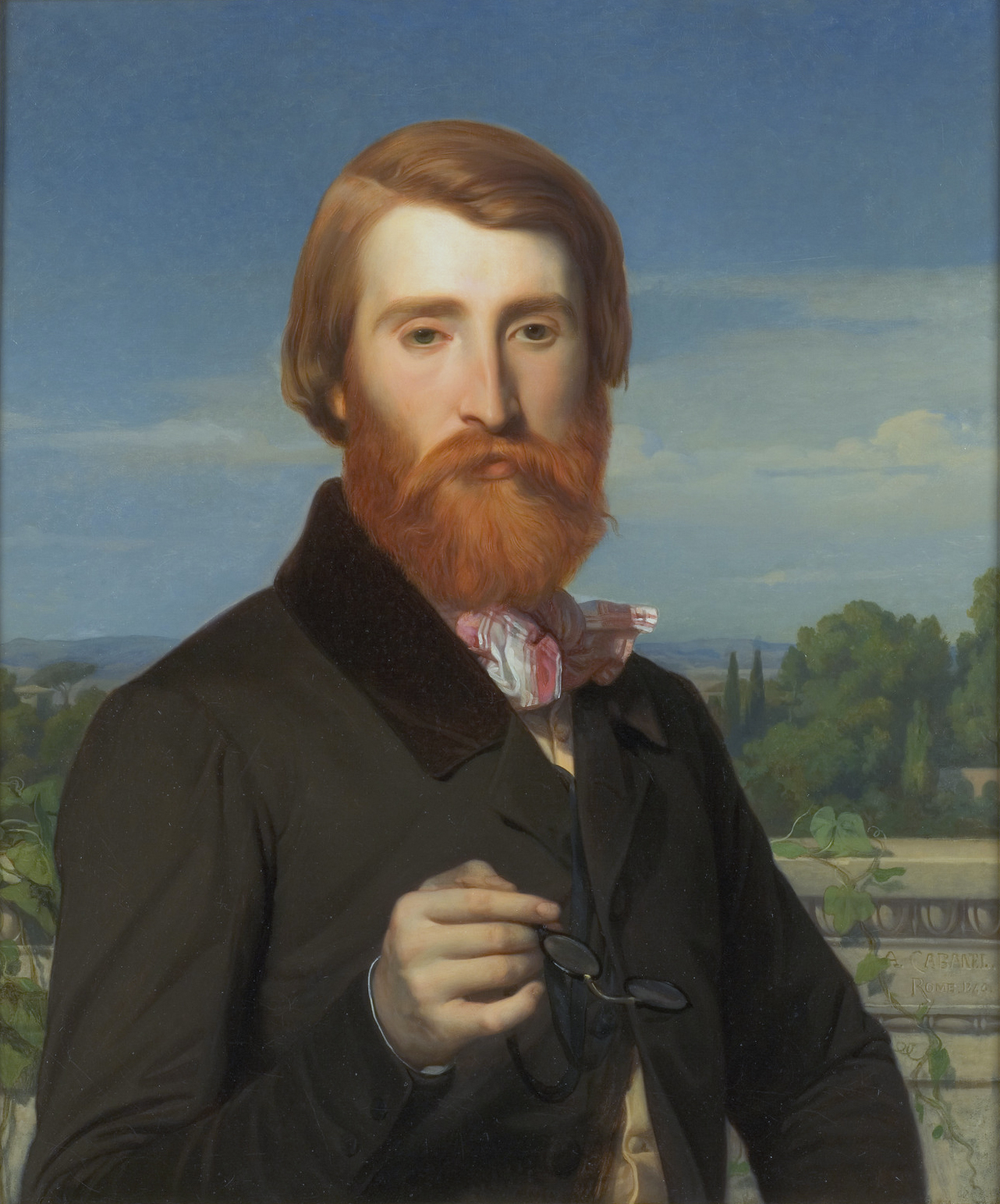
阿爾弗雷德·布魯亞斯（英语：Alfred Bruyas）（1846年）
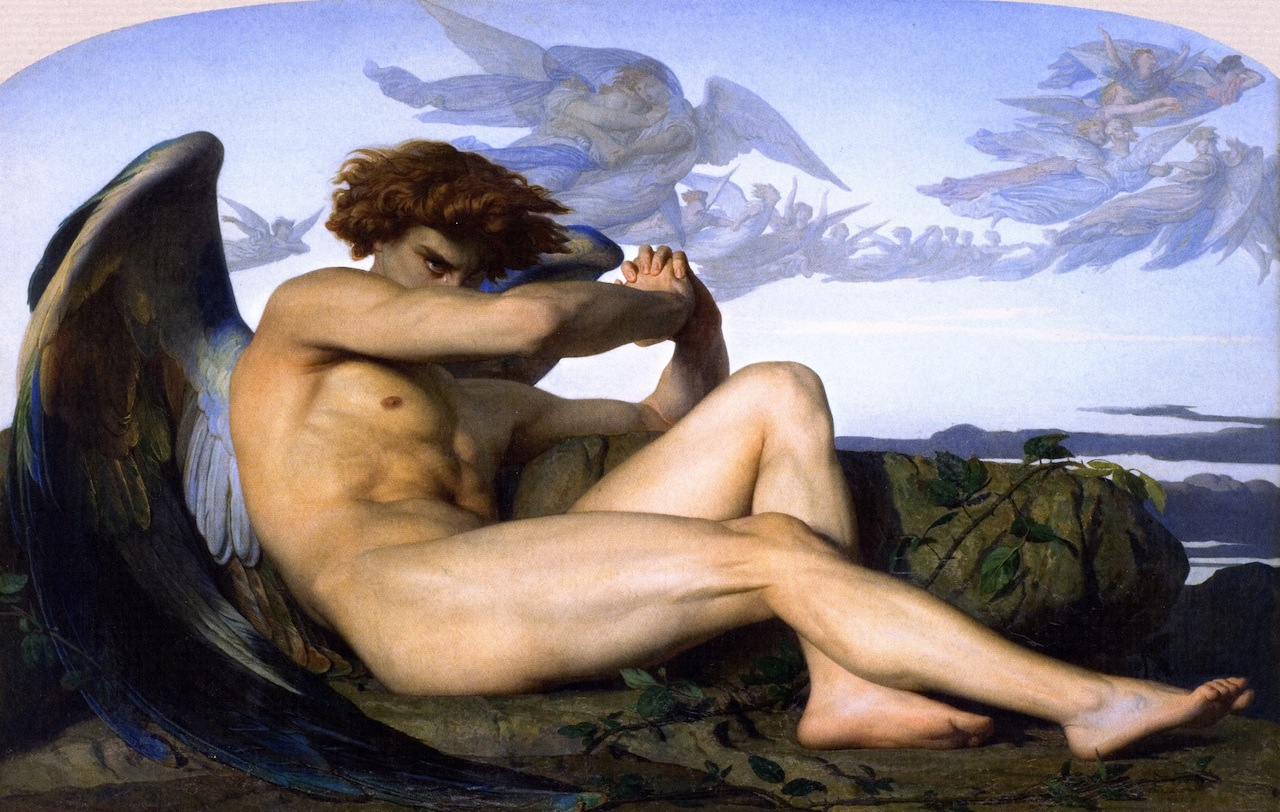
墮天使（1847年）
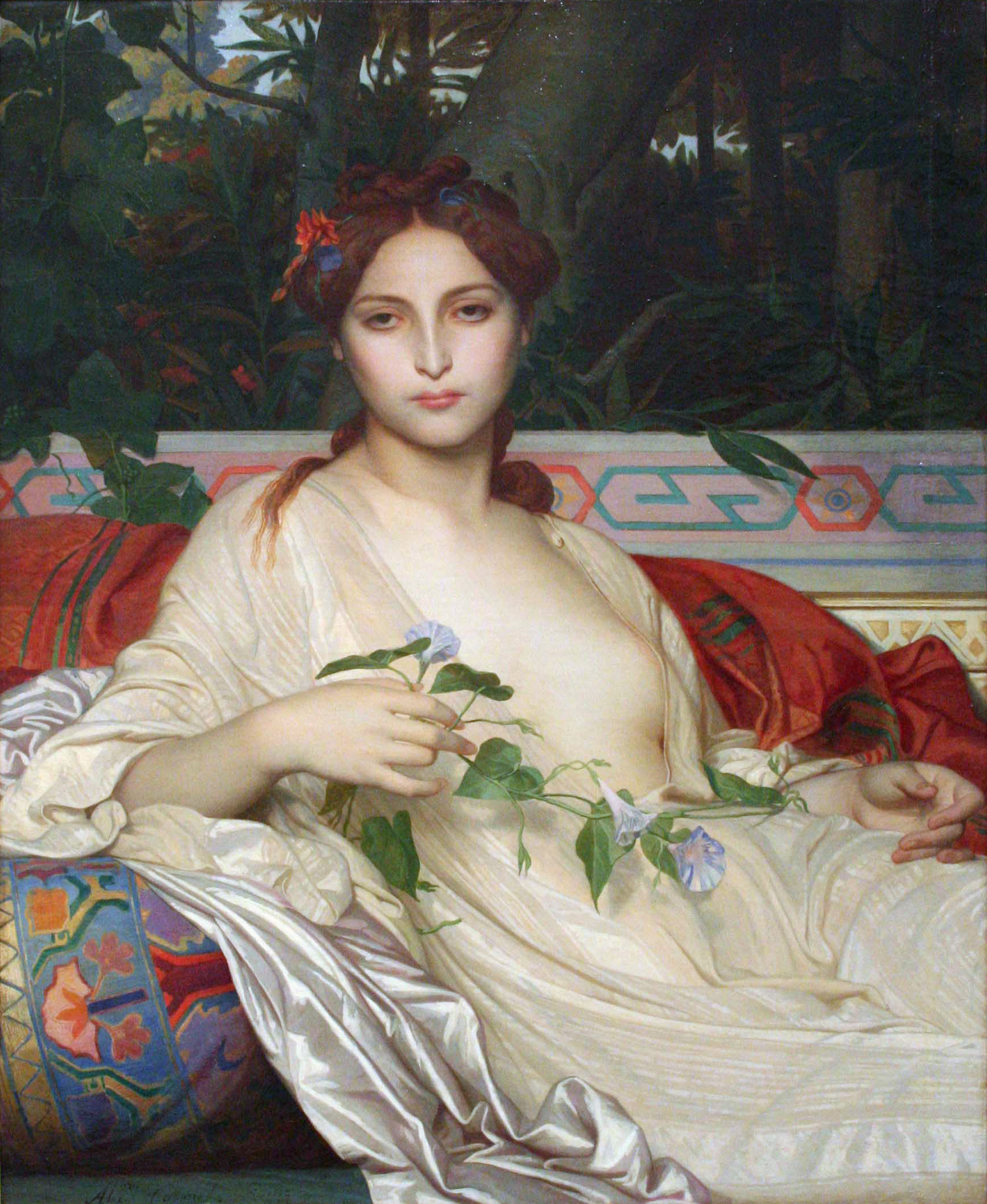
Albaydé（1848年）
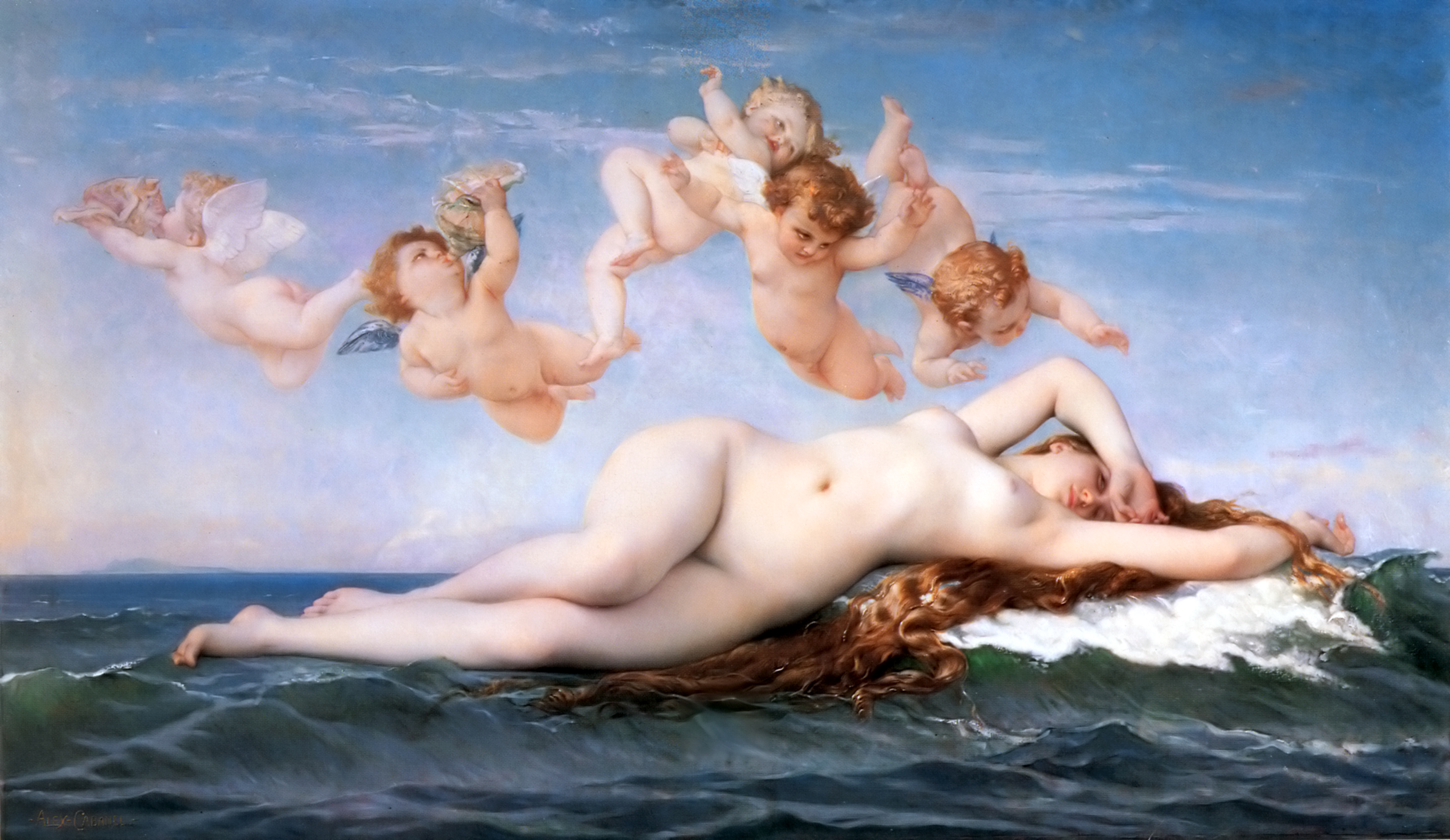
维纳斯的诞生（1863年）
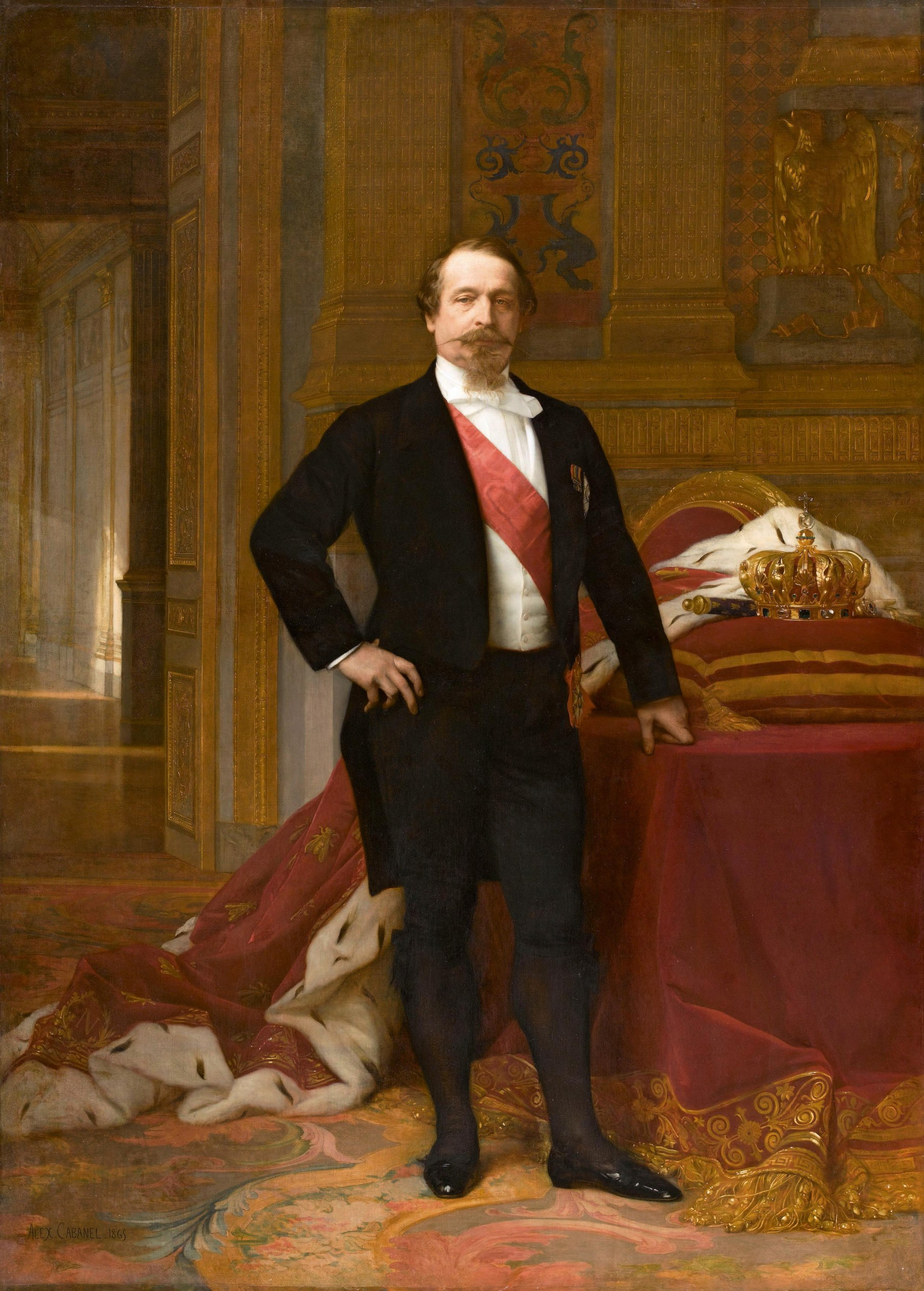
拿破崙三世像（約1865年）
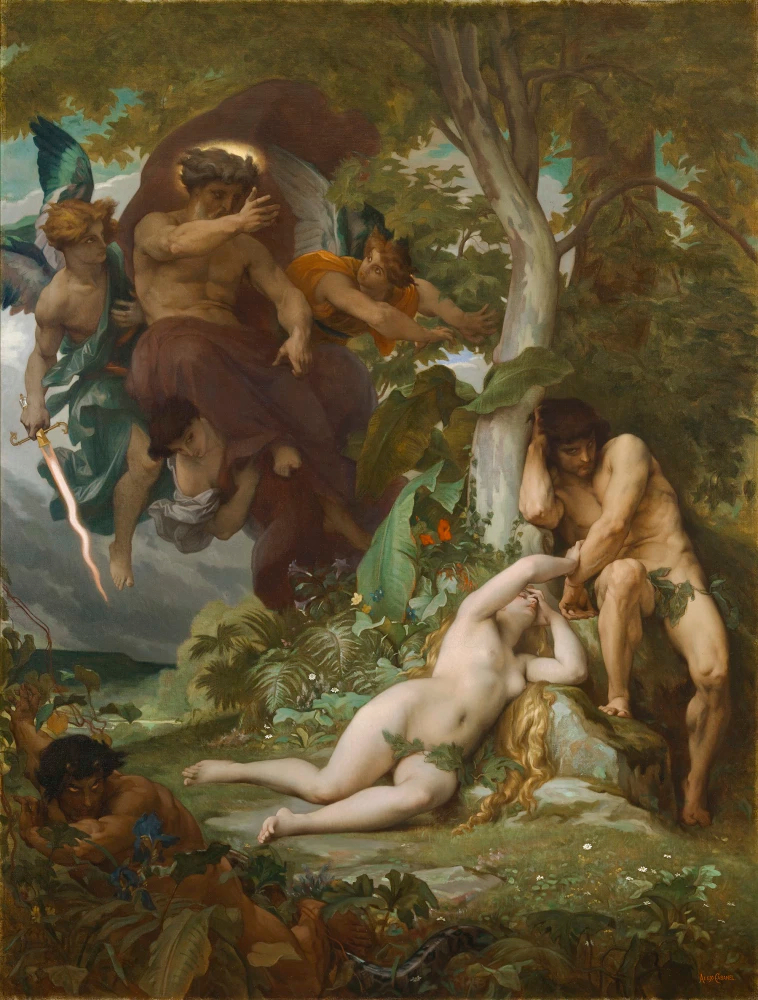
亞當和夏娃被逐出伊甸園（約1867年）
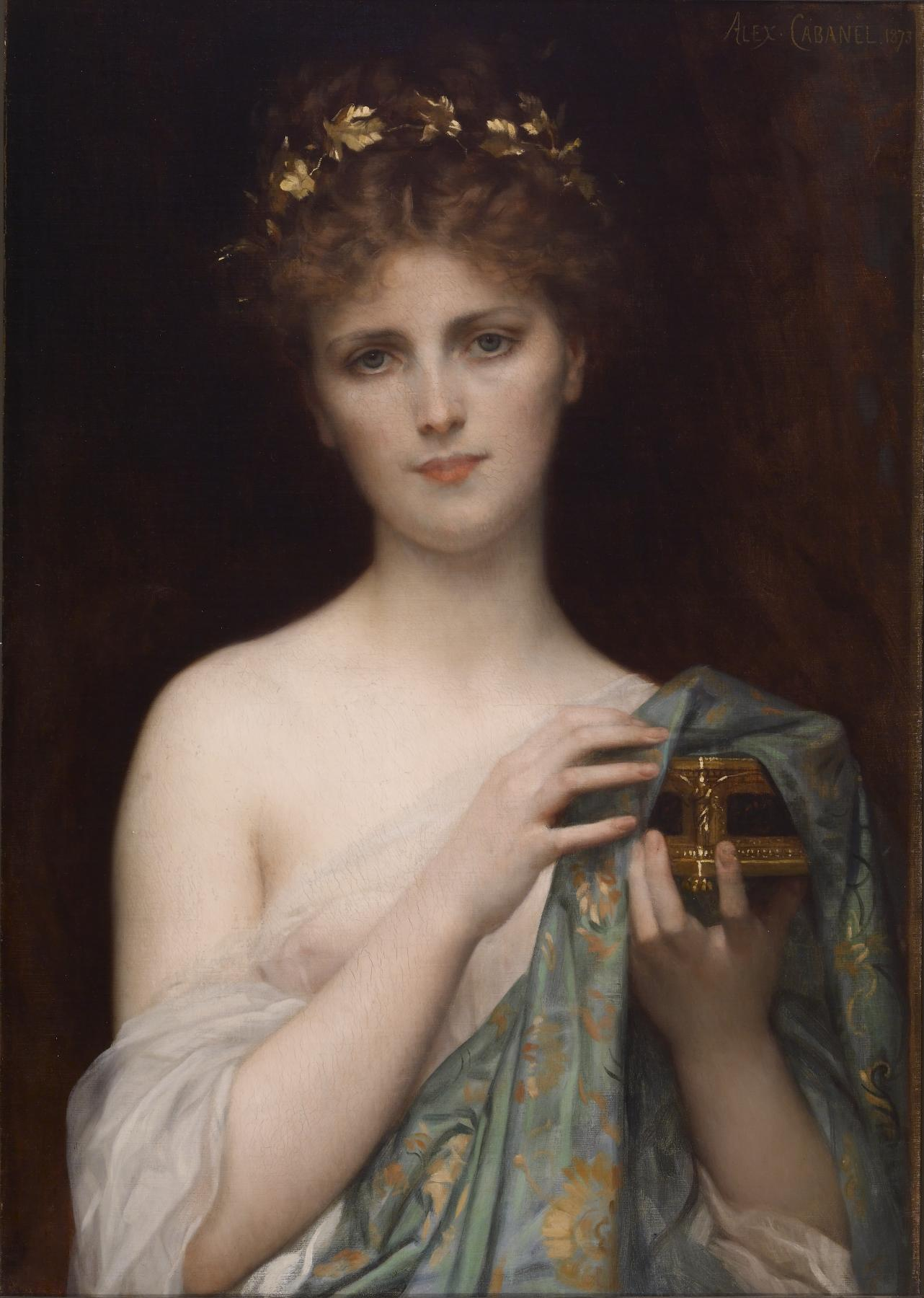
潘多拉（1873年）
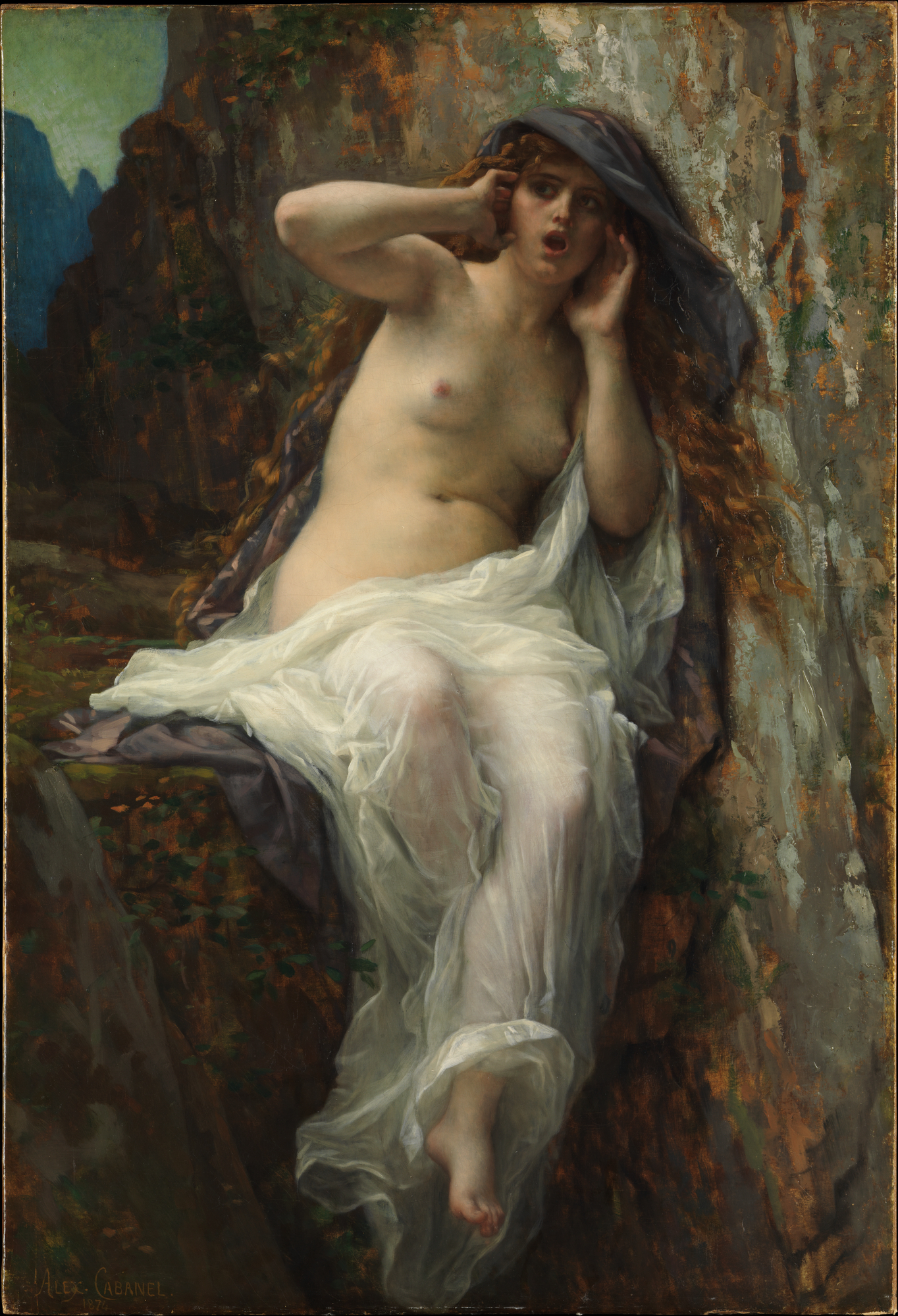
回聲（1874年）
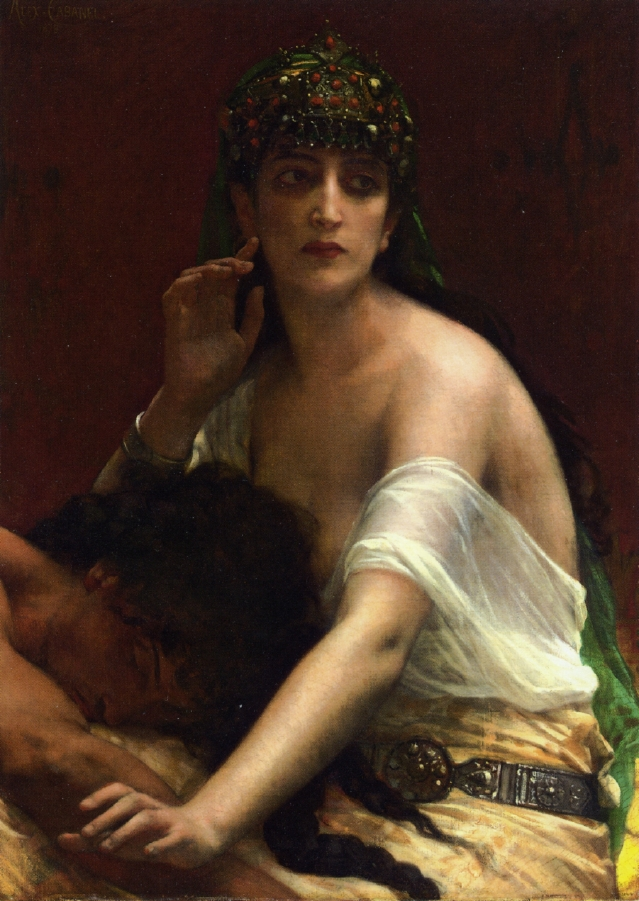
參孫與大利拉（1878年）
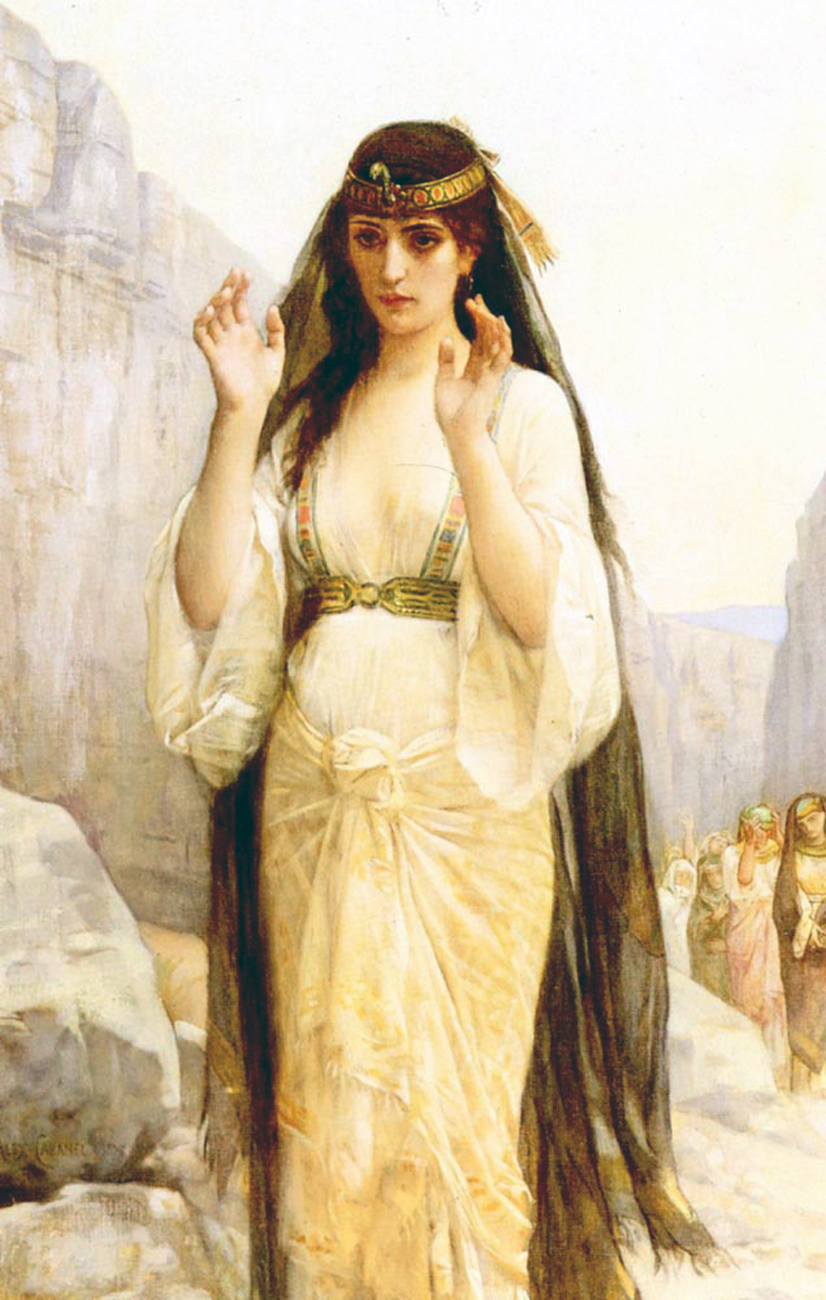
耶弗他的女兒（1879年）
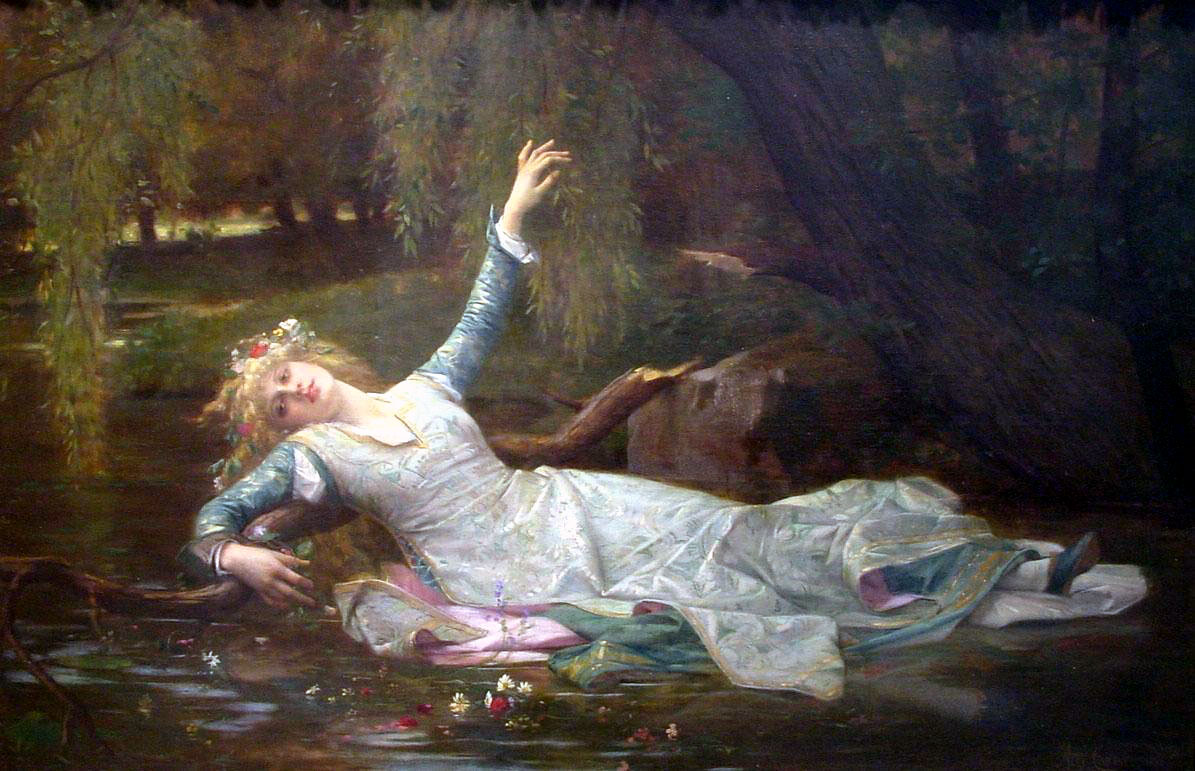
歐菲莉亞（1883年）
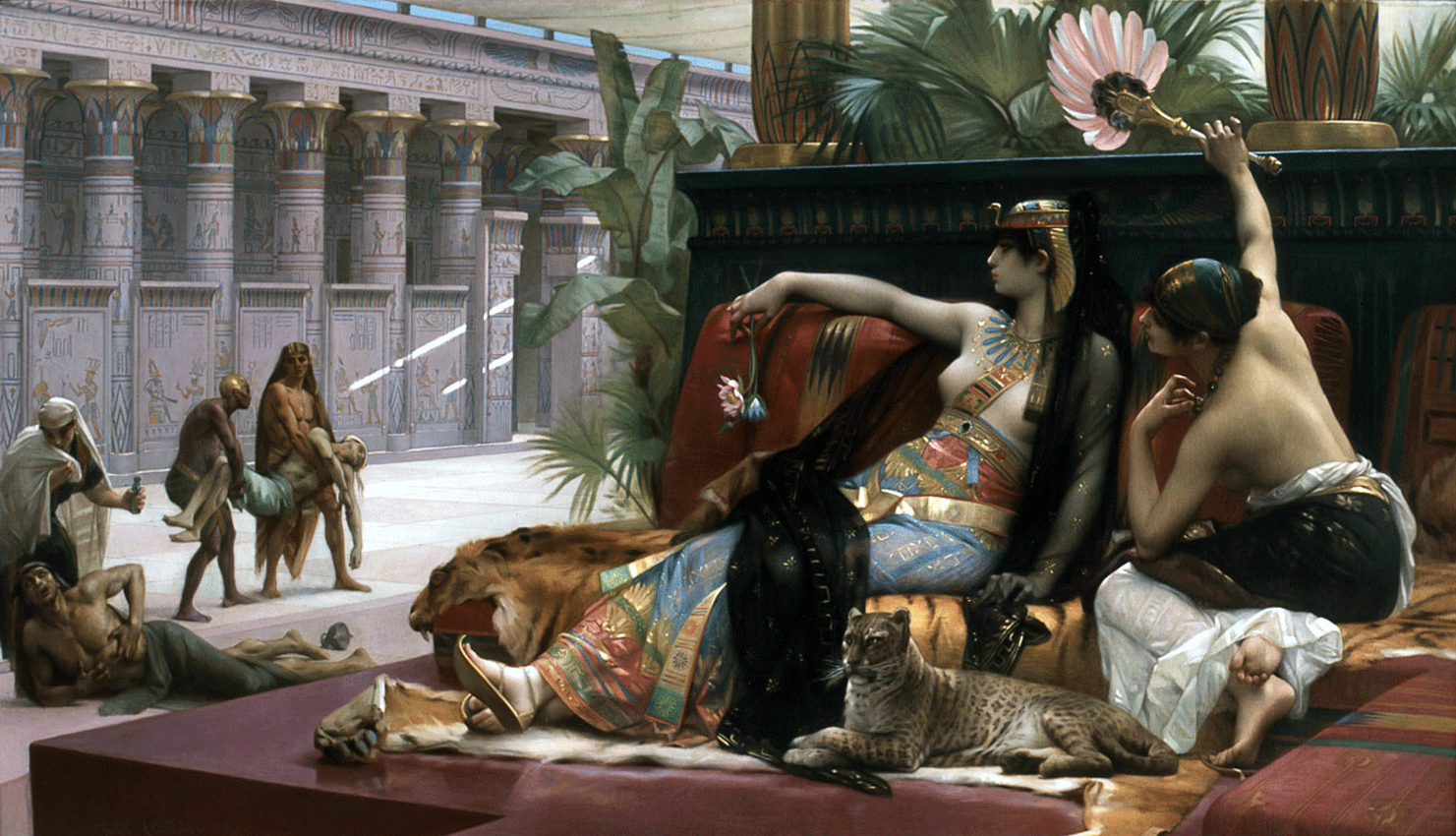
《克丽奥佩脱拉以死囚试毒》（1887年）

## 外部連結
- Alexandre Cabanel at Artcyclopedia （页面存档备份，存于）
- Paintings of Alexandre Cabanel on Insecula
- Alexandre Cabanel at the Art Renewal Center （页面存档备份，存于）
- Alexandre Cabanel at The Art in Pixels
- Alexandre Cabanel at alexandrecabanel.com
- MET Museum collection （页面存档备份，存于）